# Microsoft Windows
Windows je v informatice označení pro několik různých verzí operačních systémů od společnosti Microsoft. Všechny mají grafické uživatelské rozhraní, avšak liší se použitým jádrem systému, úrovní podpory multitaskingu (současného běhu více úloh najednou) i používanými knihovnami a účelem použití.
První verze Windows 1.0 byla na trh uvedena pro systém MS-DOS v roce 1985, avšak masového rozšíření dosáhl až Windows 95. V současné době jsou aktuální klientské verze Windows 10 a Windows 11. V případě serverových verzí: 2016, 2019, 2022 a 2025.

## Název
Název „Windows“ (angl. okna) pochází ze schopnosti spouštět více aplikací najednou, přičemž každá běží ve svém vlastním okně podle filozofie WIMP. Toto označení bylo v minulosti využíváno pro více operačních systémů běžících na různé technologii, které sdílely podobné uživatelské prostředí a aplikační rozhraní, zejména původní Windows pro MS-DOS, Windows NT a Windows CE. V současné době je však z nich jako jediné aktivně vyvíjeno jádro NT a všechny aktuální produkty firmy Microsoft jsou založeny na jeho technologii.

## Historie
Grafické uživatelské rozhraní (GUI) bylo poprvé použito v roce 1973 v počítači Xerox Alto pod názvem WIMP. Jeho popularizaci mezi běžnými uživateli zajistil v roce 1983 počítač Apple Lisa a v roce 1984 pak masivně Apple Macintosh. Počítače IBM PC kompatibilní, které byly uvedeny na trh v roce 1981, používaly systém MS-DOS, který používal textové, grafické rozhraní musely řešit programy samostatně (například textový editor Text602), což bylo pro programátory pracné a nevýhodné. Úplně první předběžná vydání Microsoft Windows byly vydány v letech 1983 až 1985. První Microsoft Windows 1.0 byly uvedeny v roce 1985 jako nadstavba systému MS-DOS. Komerčně úspěšné byly Windows 3.0 vydané v roce 1990.

### Windows pro DOS

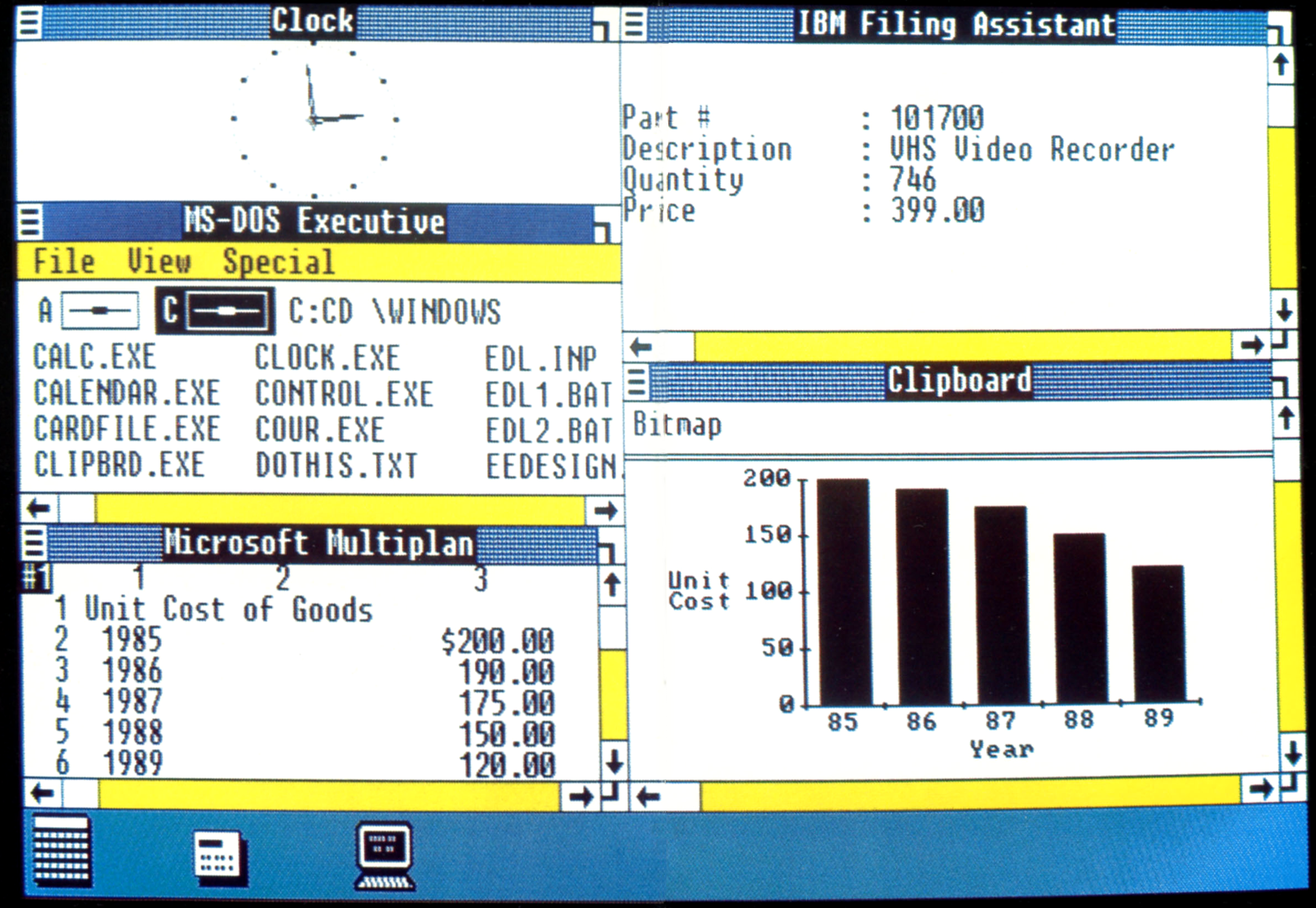
Windows 1.0

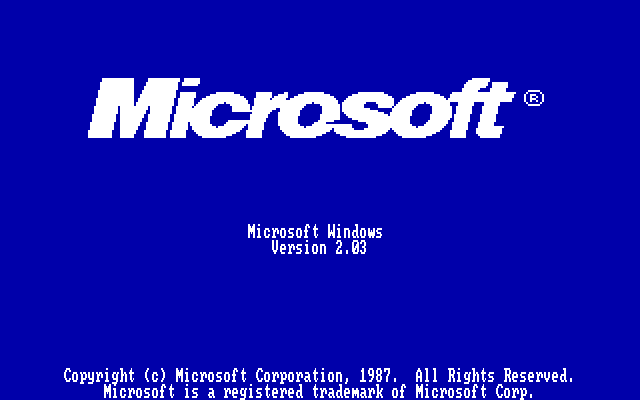
Načítací obrazovka operačního systému Windows 2.03

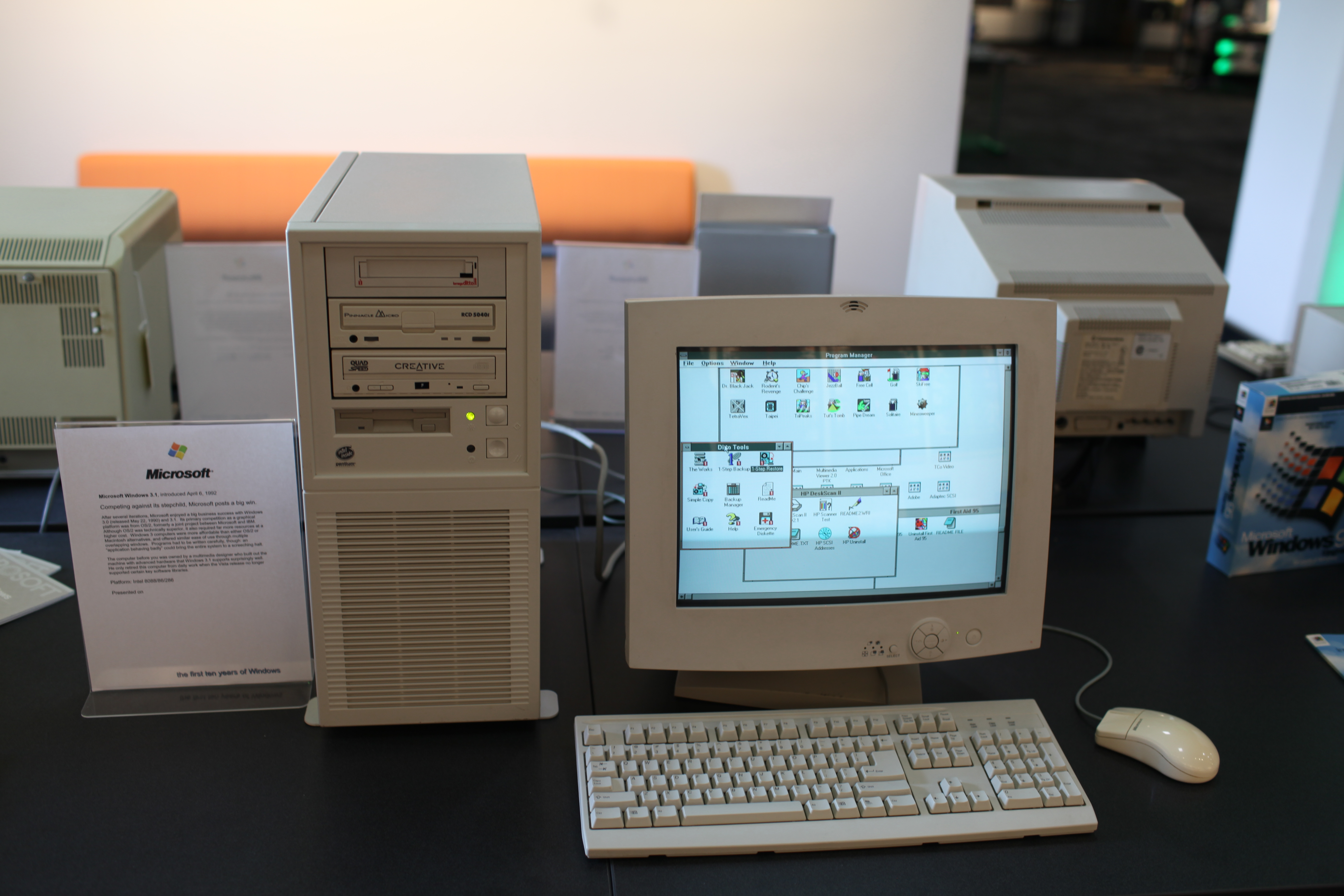
Windows 3.11

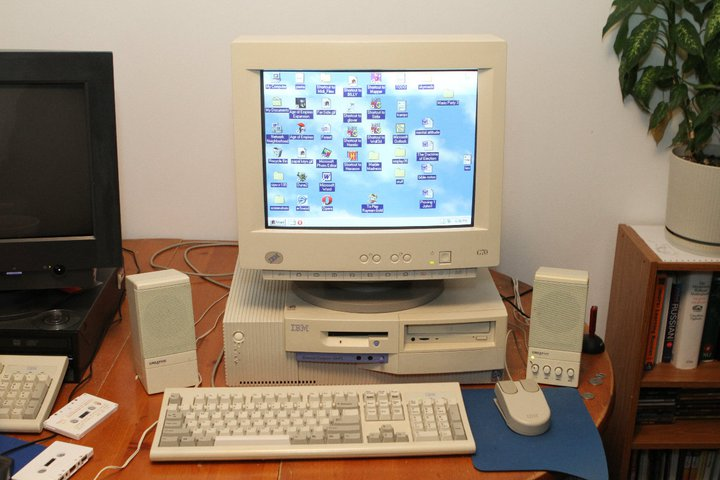
Windows 95

Windows pro DOS je označení pro první grafický systém, který firma Microsoft začala prodávat v roce 1985, avšak není to termín, který by sama firma Microsoft pro tuto svoji řadu systémů používala (používáno bylo označení Microsoft Windows s číselným označením verze). Nejednalo se o operační systém v pravém slova smyslu, ale o nadstavbu nad 16bitový systém MS-DOS (DOS měl pouze textové uživatelské rozhraní s příkazovým řádkem, systém nezajišťoval plnou kontrolu nad počítačem). Tyto Windows pro DOS se spouštěly jako běžný program až poté, co nastartoval systém DOS. Windows pro DOS používaly DOS pro své I/O operace (zejména pro přístup k souborovému systému). Tvorba grafického uživatelského rozhraní byla naopak hlavním úkolem Windows pro DOS, čímž bylo programátorům nabídnuto jednotné aplikační rozhraní, jednotný subsystém pro tisk a podobně. K tomu byly využívány ovladače zařízení dodávané výrobci hardwaru.

#### Windows 1.0
První verze Windows 1.0 byla na trh uvedena 20. listopadu 1985. Windows 1.0 poskytovaly jednoduché grafické rozhraní, ve kterém bylo možné spouštět většinu jednoduchých programů určených původně pro DOS. Okna se nemohla překrývat (s výjimkou chybových dialogů), některé složitější programy se v tomto prostředí používat nedaly. Naopak bylo výhodnější používat grafické aplikace určené přímo pro tento systém, které postupně vytlačily programy určené pro DOS (například textový editor Text602 byl nahrazen programy Microsoft Word, Ami Pro a podobně).

#### Windows 2.0
Verze Windows 2.0 byla vypuštěna v listopadu 1987 a obsahovala několik vylepšení uživatelského rozhraní a správy paměti. Ve Windows 2.0 se mohla okna programů překrývat přes druhé a byly změněny a rozšířeny klávesové zkratky. Byla také uvedena nová verze pro procesor Intel 80386, která umožnila preemptivní multitasking MS-DOS aplikací díky režimu virtuální 8086, avšak aplikace pro Windows stále využívaly multitasking kooperativní. Verze 2.1 byla uvedena v květnu 1988 a byla dostupná ve dvou provedeních: Windows/286 2.10 a Windows/386 2.10. Označení verzí korespondovalo se schopností využít rozšířený režim procesoru Intel 80286 a chráněný režim procesoru Intel 80386, které poskytovaly snadnější přístup k většímu množství paměti nad hranici 1 MiB operační paměti RAM.

#### Windows 3.0 a 3.1
Prvními systémy, které zaznamenaly komerční úspěch, byly Windows 3.0 (22. 5. 1990) a Windows 3.1 (18. 3. 1992). Jádro těchto systémů obsahovalo částečnou podporu 32bitových ovladačů, které přistupovaly k hardwaru přímo bez využití služeb DOSu a BIOSu. Windows 3.0 a Windows 3.1 měly i lepší design, hlavně kvůli dispozicím nových virtuálních paměti a načítatelných virtuálních ovladačů zařízení (VxDs), které jim umožnilo sdílení libovolných zařízení mezi okny DOS. Aplikace pro Windows tehdy už mohly běžet ve chráněném režimu, který jim dal přístup k několika megabajtům paměti a odstranil povinnost podílet se na schématu softwarové virtuální paměti systému. Stále běžely v rámci stejného adresního prostoru, kde segmentovaná paměť poskytovala určitý stupeň ochrany a také běžela v multi-taskingu. Bylo možné doinstalovat rozšíření. Některé části systému však zůstávaly 16bitové, takže systém mohl být ohrožen nesprávně fungujícími programy (na rozdíl od systému OS/2, který plně využíval schopnosti tehdejších 32bitových procesorů Intel 80386). Tyto nedostatky nutily uživatele přecházet na novější systém Windows NT (viz níže).

#### Windows 95
Změna vzhledu grafického rozhraní (výměna správce oken) ve Windows 95 (24. 8. 1995) přinesla intuitivnější ovládání a vyšší zájem uživatelů. Ihned po vypuštění na trh se první den prodalo 300 000 kopií. Windows 95 obsahoval i podporu protokolu TCP/IP, což znamenalo umožnění přímého přístupu k Internetu bez instalace doplňků od jiných dodavatelů (např. Trumpet Winsock), tlačítko Start, podporu dlouhých názvů souborů – až 255 znaků, a schopnost automaticky detekovat a nakonfigurovat nově připojený hardware do počítače (Plug and Play – užívaný dodnes). Mohl nativně spouštět 32bitové aplikace a obsahoval několik technologických vylepšení, která zvýšila stabilitu systému oproti Windows 3.1. Bylo představeno několik OEM Service Releases (OSR) (velké balíky aktualizací) pro Windows 95, z nichž každý byl hrubě ekvivalentní k aktualizaci Service Pack (SP).

#### Windows 98 a 98 SE
Dalším vydáním byl Windows 98, uveden 25. 6. 1998. Windows 98 přidal podporu USB, automatickou aktualizaci počítače, Internet Explorer 4.01, Panel Snadné spuštění... Microsoft představil i druhou verzi systému Windows 98 v květnu 1999, pojmenovanou Windows 98 Second Edition (Druhé Vydání, často zkracován jako Windows 98 SE), která opravila řadu menších chyb a obsahovala novější verze programů např.: Internet Explorer 5.0, Windows Media Player 6.2.

#### Windows Millennium Edition
14. 9. 2000 byl uveden systém Windows ME (Millennium Edition), který byl posledním systémem z řady Windows pro DOS. V této verzi byl přidán Windows Movie Maker. Tato verze ale moc fanoušků neměla. Vyskytovaly se zejména problémy se stabilitou. Počítače značkových výrobců samozřejmě přicházely s dokonale optimalizovanou soustavou HW&SW, ale při populární domácí stavbě došlo snadno ke konfliktu ovladačů a pádům. A jelikož tito domácí stavitelé byli současně technologičtí nadšenci, kteří již většinou plně přijali internet, negativní ohlasy se masově šířily.
V Česku bylo na vině i softwarové pirátství. Běžně rozšířená verze obsahovala kritickou chybu programu ScanDisk, který se spouštěl automaticky po pádu a kontroloval souborový systém. Běžel již v grafickém rozhraní, reagoval na zápis do swapovacího souboru Windows a spouštěl se v nekonečné smyčce.

### Windows NT
V roce 1993 byla uvedena do prodeje nová řada Windows NT (anglicky New Technology – „nová technologie“), která plně využívala schopnosti procesoru Intel 80386 a jeho chráněný režim, pomocí kterého jádro systému obvykle neztrácí kontrolu nad počítačem a v něm provozovanými programy. Zajišťuje preemptivní multitasking, takže špatně naprogramovaná aplikace nemůže ohrozit běh celého systému. Systém Windows NT měl vyšší hardwarové požadavky a byl zamýšlen pro firemní prostředí (tzv. workstation, tj. pracovní stanice). Označení NT bylo později z názvů produktů odstraněno, ale stále se jednalo o stejnou řadu operačního systému.
V řadě systémů Windows NT byla jako první vydána v roce 1993 verze Windows NT 3.1, dále vznikly Windows NT 3.5 (1994), Windows NT 3.51 (1995), a Windows NT 4.0 (1996), po kterých došlo k opuštění označení „NT“, takže dalšími verzemi byly Windows 2000 (2000), Windows XP (2001), Windows XP x64 (2005), Windows Vista (2007), Windows 7 (2009), Windows 8,Windows 10 (2015) a Windows 11 (2021).
Do stejné řady patří i serverová vydání, jako například Windows 2000 Server, Windows Server 2003 či R2, Windows Server 2008 či R2, Windows Server 2012 či R2, Windows Server 2016, Windows Server 2019, Windows Server 2022 nebo Windows Server 2025.

#### Windows 7
Windows 7 byl představen 22. října 2009 hned po Windows Vista. 

#### Windows 8

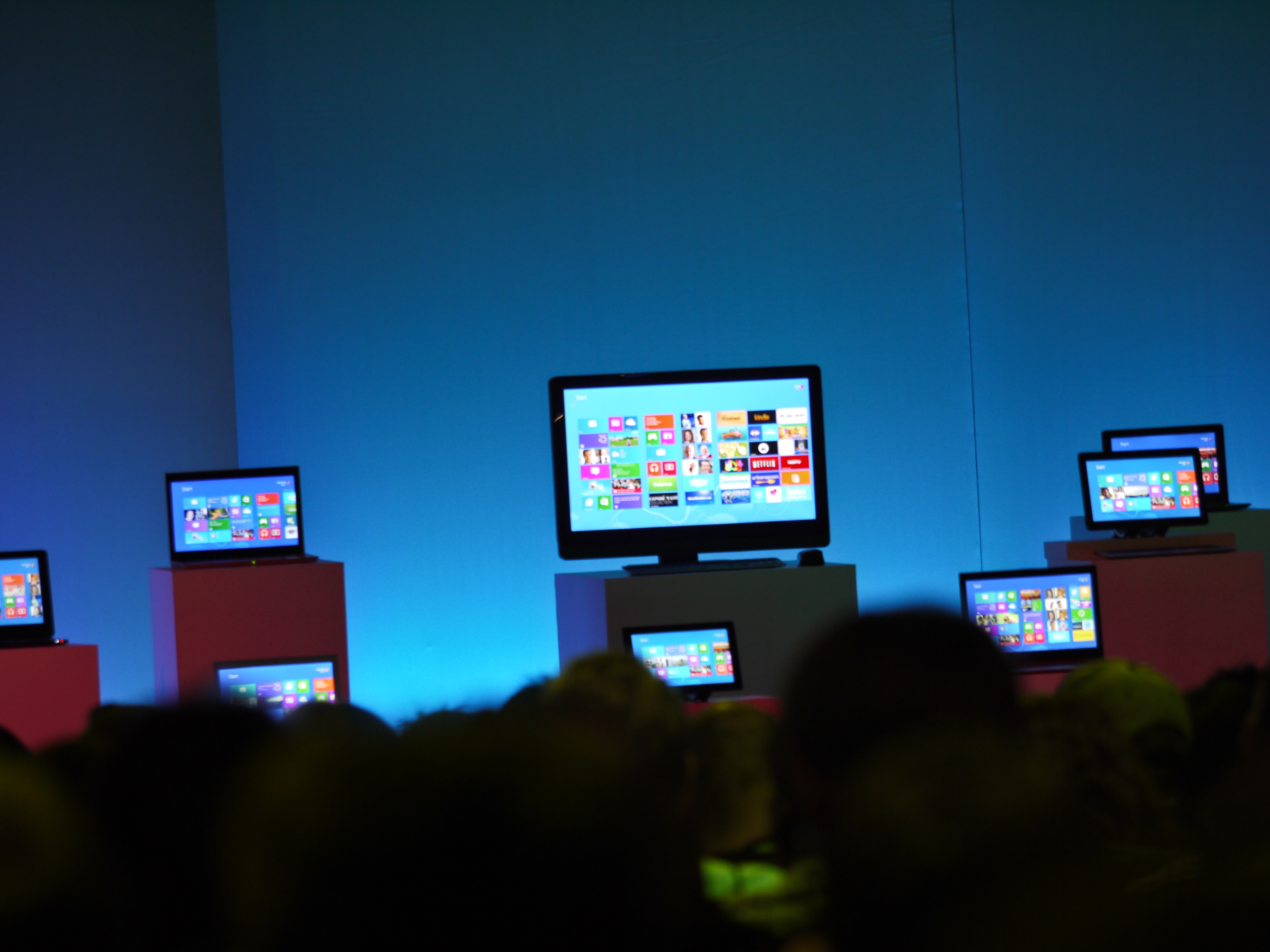
Windows 8

Ve verzi Windows 8 (start 26. října 2012) byla zachována plocha (Desktop), ale tlačítko Start zmizelo a bylo nahrazeno dlaždicovým prostředím Metro. Tato změna nebyla uživateli příliš přívětivě přijata, proto bylo v další verzi tlačítko Start opět vráceno.

#### Windows 8.1
Windows 8.1 je další verzí operačního systému Windows. Byl uvolněn 17. října 2013 na Windows Store jako bezplatný upgrade předchozí verze (pro dosavadní uživatele Windows 8) a 18. října všeobecně. Oproti výchozímu Windows 8 se vrátilo tlačítko Start (stejné jako u Windows 10). Bylo patrné také vylepšení grafiky a více možností využití. Zajímavostí je, že Microsoft vypsal odměnu za to, pokud někdo nalezne a opraví chyby v této verzi OS.

#### Windows 10
Windows 10 byl na trh uveden 29. července 2015. Spojuje v sobě vlastnosti Windows 7 a Windows 8; nabízí klasickou nabídku Start (která se při ovládání prstem zvětší na celou obrazovku) i živé dlaždice. Všechny aplikace se navíc spouštějí v okně (a ne přes celou obrazovku jako ve Windows 8), pro dotykové displeje jsou však primárně maximalizované. Úplnou novinkou je tlačítko Task Bar na hlavním panelu, které zobrazuje správce virtuálních ploch.

#### Windows 11
Windows 11 je nejnovější verzí systému Windows byla oficiálně vydána 5. října 2021. Jeho součástí je například přepracovaný vzhled s kulatými rohy, vycentrovaným hlavním panelem a přepracovanou nabídkou Start či možnost stahování aplikací určených pro systém Android.

## Windows CE
Windows CE je samostatný již nepodporovaný systém určený pro malé vestavěné systémy (PDA, chytré telefony), není tedy minimalizovanou variantou odvozenou od ostatních Windows. Byly postaveny na hybridním jádře, které je k dispozici pro platformy x86, ARM a MIPS. První verze byla vydána v roce 1996. Od druhého vydání v roce 1997 poskytuje deterministické plánování procesů, čímž se stává operačním systémem reálného času (RTOS – Real Time Operating System). Pro aplikace je k dispozici redukované Windows API (Win32). Od Windows CE jsou odvozeny různé systémy, mezi nejznámější patří: Pocket PC (2000–2002), Windows Mobile (2003–2010), Windows Phone 7 (2010), Windows Phone 8 (2013).

## Windows RT
Windows RT je samostatný systém vycházející z Windows NT, který byl určen pro procesory ARM, a který byl uveden na trh v říjnu 2012. Nebyl prodáván samostatně, ale pouze je předinstalován na nově prodávaných zařízeních. Po vydání Windows 10 již není podporován.

## Vlastnosti
Verze systémů Windows postupně přinášely různá vylepšení. Nejpodstatnější z nich jsou zmíněny v následujících kapitolách.

### Oprávnění
Žádný systém Windows pro DOS neposkytoval možnost nastavení oprávnění v souborovém systému FAT na soubory a adresáře, i když tyto systémy nabízely možnost definování uživatelských profilů pro různé uživatele. Teprve Windows NT přinesly možnost definování oprávnění, avšak pouze v souborovém systému NTFS. Současně je v jádře systému podpora pro rozlišení jednotlivých uživatelů a jejich procesů spolu s omezením jejich možností zasahovat si navzájem do své práce.

### Preemptivní multitasking
Jádro systémů Windows pro DOS používalo nepreemptivní multitasking (z marketingových důvodů byl označován jako kooperativní multitasking). Aplikace se musely samy vzdát procesoru pomocí speciálního volání služby operačního systému. Pokud byla taková aplikace špatně naprogramována, ponechala si procesor jen sama pro sebe a ostatní aplikace i části operačního systému se k procesoru nedostaly (neběžely). Z pohledu uživatele tak došlo k zaseknutí („zamrznutí“) počítače, protože pak nefungovala ani obsluha myši ani klávesnice.
Jádro systémů Windows NT využívalo naplno schopnosti procesorů 386 a novějších, a proto podporovalo preemptivní multitasking, při kterém jádro operačního systému obvykle neztrácí kontrolu nad počítačem a jakoukoliv úlohu může násilně přerušit a později ji znovu spustit (jádro pro plánování procesů využívá privilegovaný režim procesoru).[zdroj?]

### Víceuživatelský systém
Systémy Windows pro DOS i Windows NT umožňují definovat v systému uživatele a používat pro každého z nich jiný profil (tj. nastavení prostředí, nastavení jednotlivých programů, vlastní domácí adresář). Takový systém však není možné považovat za víceuživatelský, protože jednotliví uživatelé nepracují v systému zároveň, nýbrž postupně (po odhlášení se může přihlásit jiný uživatel). Systém Windows pro DOS nemohl nabídnout víceuživatelské prostředí, protože jeho jádro neumělo jednotlivé uživatele rozlišit. Systém Windows NT 4.0, který již podporoval systém oprávnění, byl v roce 1996 vydán ve variantě Terminal Server, která umožňovala současnou práci se systémem více uživatelům zároveň pomocí Remote Desktop Services (v té době nazývané Terminal Services) tak, že se uživatelé připojovali k Terminal serveru pomocí klientského programu z jiných počítačů (komunikace probíhá pomocí protokolu RDP). Tato možnost je dostupná pouze pro serverové vydání Windows NT (poslední je Windows Server 2025). Desktopové systémy (Windows XP, Windows Vista a Windows 7) obsahují pouze částečnou podporu Remote Desktop Services, která umožňuje v jednom okamžiku přihlášení pouze jediného uživatele (tzv. Vzdálená plocha), přičemž toto omezení je pouze softwarová a marketingová záležitost.

## Kritika
Ne vždy byla nová verze skutečně lepší. Například testy na hardwaru odpovídajícím dobám vydání testovaného softwaru ukázaly, že při simulaci práce pomocí nástroje OfficeBench byla kombinace Windows Vista a Microsoft Office 2007 o 22 % pomalejší než kombinace Windows XP a Office 2003.